# Saint-Prime
Saint-Prime est une ville québécoise située dans la municipalité régionale de comté du Domaine-du-Roy et la région administrative du Saguenay–Lac-Saint-Jean. Elle est située entre Roberval et Saint-Félicien et comptait 2 843 habitants en 2025.
La ville abrite la fromagerie Perron. Célèbre de par le monde avec son fromage cheddar fort, qui fut servi à la noblesse britannique, son miel de fleur de bleuet sauvage, de l'entreprise Apilac; et sa plage municipale gratuite renommée pour son eau fraîche et propre. Un parcours de golf de 18 trous, Saint-Prime-sur-le-lac-St-Jean, dont le terrain borde le lac Saint-Jean, y est aussi offert.

## Toponymie
Cette municipalité est nommée en l'honneur de saint Prime, martyr et frère de saint Félicien, et de l'abbé Prime Girard.

## Histoire
Saint-Prime doit son nom à son premier curé l'abbé Prime Girard. La première habitation fut construite en 1864 par Francois Lapierre. Population stagnante depuis 1928 (2 000 habitants) elle a à peine augmenté pour atteindre 2 500 habitants en 1999.

### Chronologie municipale
- 1er janvier 1873 : Érection de la paroisse de Saint-Prime.
- 20 juin 1923 : Érection du village de Saint-Prime de la scission de la paroisse.
- 29 juin 1968 : Érection de la municipalité de Saint-Prime de la fusion de la paroisse de Saint-Prime et du village de Saint-Prime.

### Héraldique
| Je cultive, Dieu fait croître |
| ----------------------------- |

| L'écu se blasonne ainsi : De sinople à la charrue d'argent associée à une croix latine d'or; au chef du drapeau saguenéen qui est : Coupé : de sinople et d'or à la croix d'argent bordée de gueules brochant sur le tout. |

## Géographie
La rivière à l'Ours délimite le nord-ouest de la municipalité jusqu'à son embouchure dans le lac Saint-Jean qui en délimite le nord-est.
La rivière du Castor traverse l'ouest de la municipalité vers le nord jusqu'à sa confluence rive droite avec la rivière à l'Ours.
La rivière Ovide en traverse le sud-ouest vers le nord-ouest jusqu'à sa confluence rive droite avec la rivière à l'Ours. 
La rivière aux Iroquois en délimite le sud puis coule vers le nord-est jusqu'à son embouchure dans le lac Saint-Jean.
La rivière à la Chasse en traverse l'est en coulant vers le nord-est jusqu'à son embouchure dans le lac Saint-Jean.

## Démographie
| 1991  | 1996  | 2001  | 2006  | 2011  | 2016  | 2021  |
| ----- | ----- | ----- | ----- | ----- | ----- | ----- |
| 2 522 | 2 685 | 2 702 | 2 661 | 2 758 | 2 753 | 2 760 |

## Administration
Les élections municipales se font en bloc pour le maire et les six conseillers.
| Saint-Prime Maires depuis 2001                                                                                       |                     |         |          |
| Élection | Maire               | Qualité | Résultat |
| 2001 | Bernard Généreux    |         | Voir     |
| 2005 | Bernard Généreux    | Voir    |          |
| 2009 | Bernard Généreux    | Voir    |          |
| 2013 | Lucien Boivin       |         | Voir     |
| 2017 | Lucien Boivin       | Voir    |          |
| 2021 | Marie-Noëlle Bhérer |         | Voir     |
| Élection partielle en italique Depuis 2005, les élections sont simultanées dans toutes les municipalités québécoises |                     |         |          |

## Économie
Saint-Prime est particulièrement reconnue pour sa fromagerie Perron, qui produit un cheddar fort renommé dans tout le Québec.
La scierie Lamontagne, acquise par Abitibi-Consolidated et appartenant désormais à Produits Forestiers Résolu ainsi que l'usine de bois d'ingénierie Résolu-Louisiana-Pacific  Les concesionnairs de camions Volvo et Western Star et l'usine de construction modulaire Location Camp Forestier RL (Maison-Mobile RL) sont les activités commerciales de la municipalité.

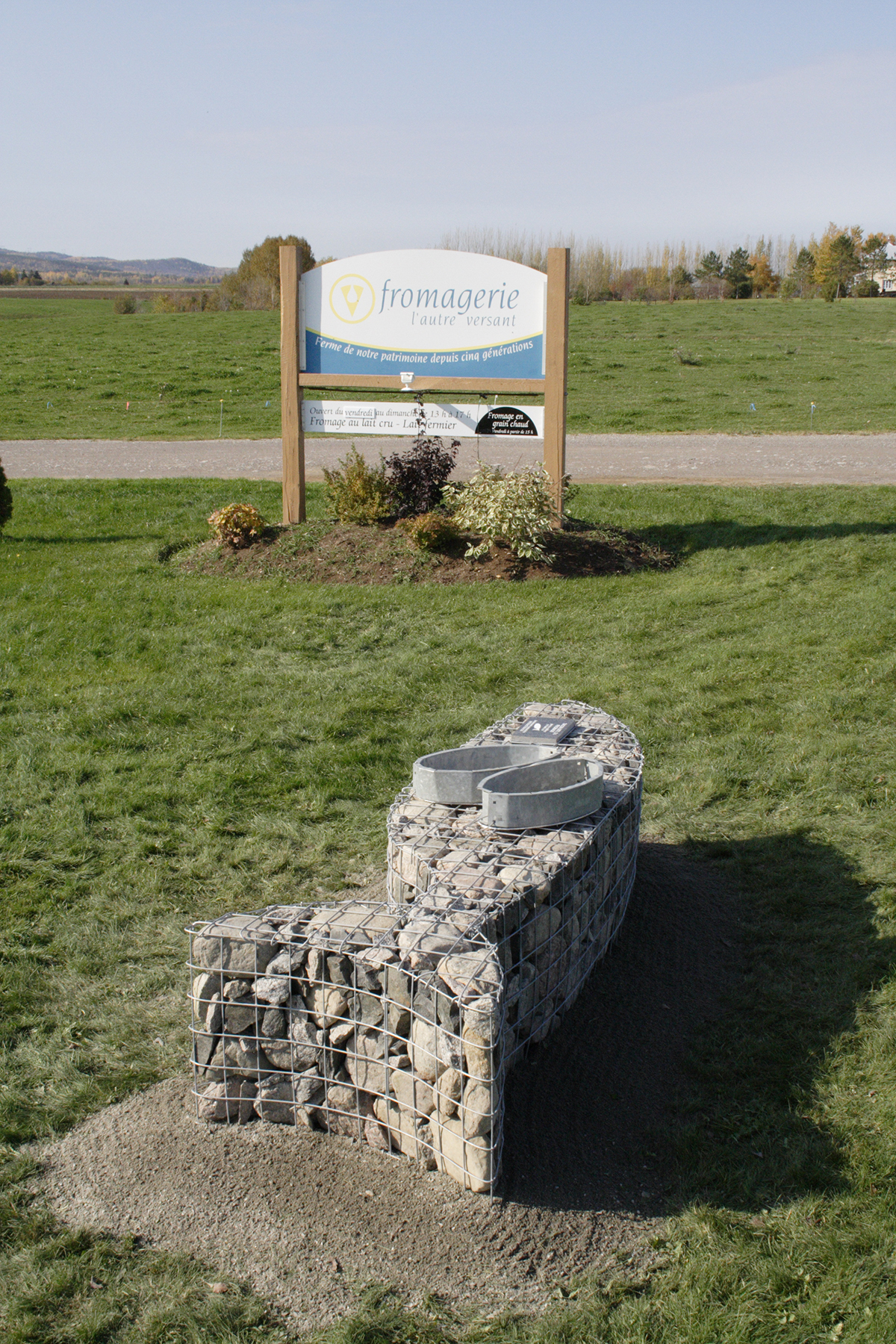
Tacon Site du Fromage.

## Attraits culturels
La municipalité abrite le Musée du fromage cheddar, une institution muséale installée dans l'édifice de l'ancienne fromagerie Perron reconnue comme bien culturel du Québec.
Dans le cadre de la Grande Marche des Tacons Sites, le collectif d’artistes Interaction Qui a souligné le savoir-faire des artisans de l’industrie fromagère de la municipalité de Saint-Prime en leur dédiant le Tacon Site du Fromage en 2007.

## Personnalités reliées à la municipalité
- Gilles Bilodeau joueur professionnel de hockey sur glace ayant évolué avec les Nordiques de Québec dans l'Association mondiale de hockey et dans la Ligue nationale de hockey[10].
- Chantale Guy (née en 1954), peintre canadienne (nom d’artiste: Chaguy)[11].
- Gab Bouchard, musicien
- michel jean, écrivain et journaliste québécois